# Lịch sử Trung Quốc 5000 năm
Lịch sử Trung Quốc 5000 năm (chữ Hán giản thể: 上下五千年, phiên âm Hán-Việt: Thượng hạ ngũ thiên niên) là một bộ sách về lịch sử Trung Quốc của hai tác giả Lâm Hán Đạt và Tào Dư Chương được xuất bản lần đầu tại Trung Quốc vào năm 1979. Bao quát lịch sử Trung Quốc từ thời lập quốc đến trước Chiến tranh nha phiến, bộ sách có thể được chia thành hai phần - từ thời tiền sử cho tới giai đoạn nhà Đông Hán là phần bản thảo do Lâm Hán Đạt hoàn thành trước khi ông mất vào năm 1972, và phần từ thời Tam Quốc cho đến trung kỳ Nhà Thanh do Tào Dư Chương thực hiện.

## Lịch sử xuất bản
Bộ sách Lịch sử Trung Quốc 5000 năm được Nhà xuất bản thiếu nhi Trung Quốc xuất bản lần đầu vào năm 1979 bao gồm 5 tập (sau này rút gọn thành 3 tập) với 262 câu truyện lịch sử. Phiên bản này của bộ sách được Nhà xuất bản thiếu nhi Trung Quốc tái bản năm 1991 trong một tập duy nhất. Sau đó Tào Dư Chương đã bổ sung phiên bản ban đầu này thêm để đưa tổng số truyện lịch sử lên 332 truyện, bao quát hết thời Nhà Thanh đến Cách mạng Tân Hợi và cho tái bản bộ sách này với tên mới Tân bản thượng hạ ngũ thiên niên (新版上下五千年). Năm 2002, Nhà xuất bản nhân dân Thượng Hải đã giới thiệu đến công chúng một phiên bản minh họa màu của bộ sách này, và đến năm 2012 thì bộ sách tiếp tục được rộng từ 332 truyện lên 372 truyện để bao quát cho đến thời điểm thành lập nhà nước Cộng hòa Nhân dân Trung Hoa. Bản sách này được đặt tựa mới là Tối tân bản thượng hạ ngũ thiên niên (最新版上下五千年). Tháng 8 năm 2023, bộ sách tiếp tục được mở rộng một lần nữa từ 372 lên 380 câu truyện lịch sử.
Tại Việt Nam, bộ sách này được Trần Ngọc Thuận dịch và được Nhà xuất bản Văn hóa - Thông tin xuất bản trọn bộ 3 tập, 261 truyện lịch sử (1 truyện được lược bỏ) vào năm 1997. Bản tiếng Việt của bộ sách này sau đó được Nhà xuất bản Trẻ tái bản năm 2001.